# Westbury
Westbury – miasto w Wielkiej Brytanii, w Anglii w hrabstwie Wiltshire, położone na zachodzie hrabstwa, przy granicy z Somersetem, na równinie Salisbury Plain. Węzeł kolejowy, miejsce skrzyżowania linii Wessex Main Line i Plymouth - Reading. Dla odróżnienia od innych miejscowości o tej samej nazwie, używało się w przeszłości określenia Westbury-under-the-Plain.

## Biały koń z Westbury
Jest to płaskorzeźba przedstawiająca białego konia na jednym z podmiejskich wzgórz. Jest ona wykonana z naturalnie znajdującej się w tym miejscu kredy. Nie jest jedyną tego typu rzeźbą w hrabstwie, ale najstarszą. Jest również jedną z najlepiej usytuowanych i widocznych z dużej odległości. Najstarsza wzmianka o rzeźbie pochodzi z 1742 roku. Sto lat później płaskorzeźba została odnowiona. Według jednej z legend, rzeźba miała powstać dla uczczenia zwycięstwa króla Alfreda Wielkiego w wojnie z Duńczykami, a ściślej w bitwie pod Ethandun w 878 r..